# Daniel Elmer Salmon

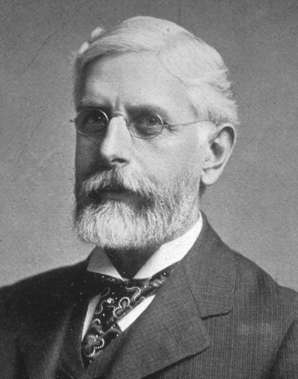
Daniel Elmer Salmon

Daniel Elmer Salmon (* 23. Juli 1850 in Mount Olive, New Jersey; † 30. August 1914 in Butte, Montana) war ein US-amerikanischer Tierarzt. Nach ihm wurde die Enterobakteriengattung Salmonella benannt.

## Leben
Nach seiner Schulzeit in Mount Olive studierte Salmon ab 1868 an der Cornell University Tiermedizin. Nach der Beendigung seines Studiums ließ er sich 1872 in Newark, New Jersey als praktischer Tierarzt nieder. Aus gesundheitlichen Gründen zog er kurz darauf nach Asheville, North Carolina. An der University of Georgia hielt er Vorlesungen in Tiermedizin und promovierte 1876 an der Cornell University.
1879 war Salmon eine der Schlüsselfiguren einer staatlichen Kampagne zur Bekämpfung der Bronchopneumonie bei Rindern. Aufgrund seiner Verdienste wurde er vom Landwirtschaftsministerium ausgewählt, das Auftreten von Nutztiererkrankungen, insbesondere des Texas-Fiebers, in den Südstaaten zu untersuchen. 1883 wurde Salmon beauftragt, eine veterinärmedizinische Abteilung am Landwirtschaftsministerium in Washington, D.C. einzurichten, die er bis 1905 leitete.
Ab 1906 richtete er auf Einladung der Regierung von Uruguay eine Abteilung für Veterinärmedizin an der Universität von Montevideo ein. Nach seiner Rückkehr in die USA im Jahr 1910 leitete er ab 1913 in Butte, Montana eine Produktionsfirma zur Herstellung eines Impfstoffes gegen Schweinecholera. Er starb am 30. August 1914 an einer Lungenentzündung.

## Werk
In der Zeit als Leiter der Veterinärbehörde leistete Salmon zusammen mit Theobald Smith viele wichtige Beiträge zur Tiermedizin, etwa die Isolierung des Erregers der Schweinecholera, Salmonella choleraesuis im Jahr 1885. Auch konnten Salmon und Smith zeigen, dass abgetötete Erreger dieser Krankheit Schweine vor dieser Krankheit schützen, was die Grundlage für eine Impfung gegen Typhus war. Salmon engagierte sich auch in der öffentlichen Gesundheitsverwaltung: Hier etablierte er Richtlinien für eine landesweite Fleischbeschau von Schlachttieren und für die Quarantäne importierter Nutztiere.